# Magyar LMBT-kronológia (2010-es évek)
Az alábbi kronológia a leszbikus, meleg, biszexuális és transznemű embereket érintő fontosabb magyar eseményeket tartalmazza a 2010-es évekből.
» korábbi események

## 2010

### március
- március 23. – Az Alkotmánybíróság elutasítja a bejegyzett élettársi kapcsolat alkotmányellenességére vonatkozó mind a kilenc indítványt.[1]

### április
- április 8. – A Fidesz kampányzáróján Pelczné Gáll Ildikó fideszes képviselő felszólalásában kijelentette, hogy az azonos nemű párok és örökbefogadott gyermekeik nem alkotnak családot.[2]
- április 20. – Lendvai Ildikó, az MSZP elnöke nyílt levélben hívja fel a figyelmet az edelényi jelölteknek a szerinte a homoszexuálisokat sértő megszólalásaira.[3]

### május
- május 17. – Több rendezvényt tartanak a nemzetközi homofóbiaellenes világnap alkalmából: kerekasztalbeszélgetés a szivárványcsaládokról,[4][5] Fújd el a homofóbiát! flashmob,[6] beszámoló a Balti Pride-ról.[7]

### június
- június 25. – Toroczkai Lászlót a rendőrség meggyanúsítja gyülekezési jog megsértése és közösség tagja elleni erőszak előkészületével egy a kuruc.info internetes oldalon közzétett felhívása kapcsán.[8]

### július
- július 4-11. – 15. Budapest Pride LMBT Kulturális és Filmfesztivál[9]
- július 4. – A Budapest Pride megnyitója után szélsőjobboldaliak egy csoportja megtámadja a helyszínről távozó egyik résztvevőt. Két ausztrál fiatalra is rátámadnak.[10] A szervezők közleményben tiltakoznak a rendőrség fellépése ellen.[11]
- július 29. – Gyertyás megemlékezést tartanak Kertbeny Károly sírjánál,[12] miután néhány nappal korábban az interneten olyan fényképfelvételek jelentek meg, amelyeken egy magát Budapesti Hungaristáknak nevező csoport a sírt fekete lepellel letakarta, és arra egy homoszexuálisokat elítélő bibliai idézetet írt fel. A Szivárvány Misszió Alapítvány az eset kapcsán feljelentést tesz, ám a rendőrség bűncselekmény hiányában nem indít nyomozást.[13]

### augusztus
- augusztus 14. – Politikusok részvételével beszélgetést tartanak a Sziget Fesztivál Magic Mirror sátrában. A beszélgetésen csak a Jobbik, az LMP és az MSZP képviselői vesznek részt. Az MSZP képviselője a melegjogok biztosításának fontosságát hangsúlyozta; az LMP képviselője bejelentette, pártja támogatja, hogy azonos nemű párok gyermeket fogadjanak örökbe.[14]

### szeptember
- szeptember 27. – A Központi Nyomozó Ügyészség vádat emel Budaházy György és 16 társa ellen terrorcselekmények és súlyos testi sértés miatt. A vádak között szerepelnek a 2008 nyarán elkövetett melegbárok elleni támadások is.[15]

### október
- október 20. – Az Alkotmány-előkészítő eseti bizottság Alkotmányos alapértékek munkacsoportja a „férfi és a nő házasságán alapuló család” középpontba kerülését elősegítő politikai intézkedések megtételét az állam fontos feladataként említi.[16]

### december
- december 1. – A Jobbik tüntetést tart Alföldi Róbert, a Nemzeti Színház igazgatója ellen; a felszólalók közül többen sértő megjegyzést tesznek Alföldi homoszexualitására.[17] A Magyar Színházi Társaság nyilatkozatban ítéli el az Alföldit ért támadásokat.[18]
- december 2. – Az Alkotmányelőkészítő bizottság Összegző munkacsoportja javaslatában a házasságot „mint a férfi és a nő legalapvetőbb és legtermészetesebb közösségét” említi.[19]
- december 8. – Az új Polgári Törvénykönyv kidolgozásáért felelős Kodifikációs Főbizottság a bejegyzett élettársi kapcsolat változatlan formában történő fennmaradását javasolja a kormánynak.[20]
- december 14. – Az Alkotmánybíróság megállapítja, nem jelent mulasztásban megnyilvánuló alkotmányellenességet, hogy a törvény nem bünteti a 18. évet betöltött személynek a vele azonos nemű 14-18. év közötti személlyel való szexuális kapcsolatát, ha köztük függő, alárendelt kapcsolat van.[21]

## 2011

### február
- február 11. – A Budapesti Rendőr-főkapitányság a közlekedés aránytalan sérelmére hivatkozva betiltja a korábbinál hosszabb útvonalra tervezett homoszexuális felvonulás megtartását.[22] A döntés ellen tiltakoznak a magyar LMBT szervezetek,[23] az ILGA-Europe meleg ernyőszervezet,[24] az Európai Parlament LMBT Intergroupja[25] és az Amnesty International.[26] A szervezők magyar jogvédők szervezetek segítségével bíróságon fellebbeznek a döntés ellen.[27] A Fővárosi Bíróság a rendőrség határozatát jogsértőnek ítéli, és hatályon kívül helyezi.[28]

### március
- március 1. – Az Alkotmánybíróság elutasítja annak megállapítását, hogy szexuális irányultság szerinti hátrányos megkülönböztetést jelentene, hogy az idegenrendészeti eljárásokban az élettársak nem minősülnek családtagnak.[29]
- március 7. – Az Országgyűlés elfogadja az új Alkotmány elfogadásának előkészítéséről szóló határozati javaslatot,[30] amely egy férfi és egy nő közösségeként határozza meg a házasság fogalmát.
- március 11. – Homoszexuális bloggereket az internetes és homoszexuális szórakozóhelyeken aláírható nyilatkozatot adnak ki az alkotmány azonos neműek közötti házasságot tiltó rendelkezései kapcsán.[31] A kezdeményezéshez a legtöbb hazai homoszexuális szervezet is csatlakozik. A nyilatkozatot aláíró bloggerek és szervezetek Meleg Egyenjogúságért Koalíció (MEGYEK) néven mozgalmat alapítanak.[32]

### április
- április 15. – Civil szervezetek tüntetnek az új Alkotmány, többek között annak homoszexuálisokat érintő rendelkezései ellen. A tüntetésen a MEGYEK is felszólal.[33]
- április 18. – Elfogadják Magyarország új Alaptörvényét, amely egy férfi és egy nő közösségeként határozza meg a házasság fogalmát és nem nevesíti a szexuális irányultság szerinti hátrányos megkülönböztetés tilalmát.[34] Az LMBT szervezetek[35] és más emberi jogi szervezetek[36][37] tiltakoztak az új Alkotmány vonatkozó rendelkezései kapcsán.

### június
- június 11–19. – 16. Budapest Pride LMBT Film- és Kulturális Fesztivál[38]
- június 18. – A 15. Meleg Méltóság Menete. Az Oktogonon gyülekező ellentüntetők miatt a felvonulást kerülőúton kell megtartani.[39] Két osztrák résztvevőt őrizetbe vesznek, miután védekeznek az őket ért neonáci támadás ellen.[40]

### július
- július 19. – Az OVB megtagadja három homoszexuális témájú aláírásgyűjtő ív mintapéldányának hitelesítését, mivel országos népszavazás tárgya csak az Országgyűlés hatáskörébe tartozó kérdés lehet, aminek a kezdeményezések nem tesznek eleget.[41][42][43] A döntéseket az Alkotmánybíróság is jóváhagyja.[44][45][46]

### december
- december 23. – Az Országgyűlés elfogadja az új családvédelmi törvényt, amely kizárja a család fogalmából az élettársakat és a bejegyzett élettársakat, és korlátozza a bejegyzett élettársak törvényes öröklési jogát[47]

## 2012

### január
- január 2. – Több tízezer fő részvételével tüntetést tartanak az új Alaptörvény ellen az Andrássy úton. A tüntetéshez több homoszexuális szervezet is csatlakozott.[48]

### február
- február 24. – Állami hátszéllel megalakul a Magyar Családtudományi Társaság, amelynek küldetésnyilatkozat-tervezetében a nem heteroszexuális kapcsolatok és a házasság előtti szexuális életet elutasító megállapítások is szerepelnek. A Magyar LMBT Szövetség[49] és az ellenzéki pártok[50][51][52] tiltakoznak.

### március
- március 15. – Rózsa Milán a Magyar LMBT Szövetség képviseletében mintegy százezer ember előtt beszél – többszöri hangos tetszésnyilvánítás mellett – a politikának az LMBT embereket és másokat érintő intézkedéseiről.[53]

### április
- április 6. – A rendőrség a közlekedés akadályozására hivatkozva ismét betiltja a júliusra tervezett Meleg Méltóság Menetét.[54] A döntés ellen tiltakozik az LMP,[55] az MSZP,[56] a Demokratikus Koalíció,[57] és több hazai[58][59] és nemzetközi[60][61] emberi jogi szervezet. A bíróság a rendőrség határozatát a korábbi évhez hasonlóan megsemmisíti.[62] A szervezők további jogi lépéseket ígérnek a rendőrség ellen.[63]
- április 10. – A Jobbik egyik képviselője a szexuális magatartászavarok visszaszorítását célzó három törvényjavaslatot[64][65][66] terjeszt a Parlament elé, amelyek betiltanák a "szexuális magatartászavarokat – különösen az azonos neműek közötti szexuális kapcsolatot – népszerűsítő" rendezvényeket, reklámokat, médiatartalmakat. A törvényjavaslattól nem csak a melegszervezetek[67] és a baloldali pártok,[68][69] de a FIDESZ[70] is elhatárolódik. Az Országgyűlés Alkotmányügyi, igazságügyi és ügyrendi bizottsága május 8-án elutasítja a javaslatok tárgysorozatba vételét.

### június
- június 3. – Az alapvető jogok országgyűlési biztosa az Alkotmánybíróság elé küldi a családvédelmi törvényt, mivel az szerinte diszkriminatív az azonos nemű párokkal szemben és jogbizonytalanságot szül.[71]
- június 14. – Levélben fordul Tarlós István főpolgármesterhez az EP LMBT intergroupja a Eurogames és a Budapest Pride kapcsán.[72] Rossz angolsággal megírt válaszában a főpolgármester azt állítja, nincs ideje ezzel a kérdéssel foglalkozni.[73]
- június 25. – A Háttér Társaság a Melegekért egyesület kapja meg az amerikai nagykövetség Aktív Állampolgárságért Oklevelét.[74]
- június 25. – Az Országgyűlés elfogadja az új Büntető Törvénykönyvet, amely nevesítetten bünteti a szexuális irányultságon és nemi identitáson alapuló gyűlölet-bűncselekményeket.[75]
- június 26. – Az Alkotmánybíróság felfüggeszti a családok védelméről szóló törvény öröklésre vonatkozó rendelkezéseinek hatálybalépését, mivel az a bejegyzett élettársak törvényes öröklése vonatkozásában nem áll összhangban a Polgári törvénykönyv rendelkezéseivel, ami jogbizonytalansághoz vezetne.[76]
- június 27. – július 1. – Budapesten rendezik meg a Eurogames LMBT sportrendezvényt.[77]
- június 28. – A Demokratikus Koalíció az azonos neműek között házasságot lehetővé tevő törvényjavaslat benyújtását jelenti be.[78]

### július
- július 1–8. – 17. Budapest Pride Fesztivál[79]
- július 7. – Budapest Pride Felvonulás. A Felvonulás az erős rendőri védelem miatt incidensek nélkül ér véget, de a távozó embereket zaklatják, bántalmazzák. A Kossuth téren összecsapásokra kerül sor a rendőrök és az ellentüntetők között, 10 embert őrizetbe vesznek[80] A rendezvény mellett közleményben áll ki a Demokratikus Koalíció[81] és az LMP.[82]

### december
- december 14. – Megtartja első ülését a kormány Emberi Jogi Munkacsoportja mellett működő Emberi Jogi Kerekasztal, amelynek több LMBT civil szervezet is a tagja lesz.[83]
- december 17. – Alaptörvényellenessége miatt megsemmisíti az Alkotmánybíróság a családvédelmi törvény családfogalomra és öröklésre vonatkozó rendelkezéseit[84]
- december 20. – A KDNP-hez köthető csaladhalo.hu szervezésében kb. százan tüntettek az Alkotmánybíróság épülete előtt az Alkotmánybíróság hétfői határozata ellen, a család heteroszexuális meghatározása mellett.[85]

## 2013

### február
- február 11. – Az Országgyűlés elfogadja az új Polgári Törvénykönyvet, amely a Kormány eredeti javaslatához képest csökkenti az élettársak jogait és eltávolítja a törvénykönyvből a bejegyzett élettársakra vonatkozó rendelkezéseket.[86]

### március
- március 7. – Az Alaptörvény negyedik módosítása elleni tiltakozásul fiatalok elfoglalják a FIDESZ székházát, akik „Nincs papír, nincs család?”, „Család =/= törvény” táblákkal tiltakoznak a család kirekesztő fogalmának Alaptörvénybe emelése ellen.[87]
- március 9. – Több ezer fő részvételével megtartják Az alkotmány nem játék! - Tiltakozás az Alaptörvény 4. módosítása ellen! című tüntetést, amelyen a család kirekesztő fogalmának Alaptörvénybe emelése ellen is tiltakoznak.[88] A tüntetéshez több LMBT szervezet is csatlakozik.
- március 11. – Az Országgyűlés elfogadja az Alaptörvény negyedik módosítást, amely az Alaptörvény részévé teszi a család kirekesztő fogalmát.[89] Tiltakozásul Ne írd alá, János! - Tiltakozás az Alaptörvény 4. módosítása ellen címmel többezres tüntetést szerveznek a Sándor-palota elé, amelyen a Magyar LMBT Szövetség nevében Hanzli Péter is felszólal.[90]

### május
- május 23. – Az Egyenlő Bánásmód Hatóság szerint a Király gyógyfürdő megsértette az egyenlő bánásmód követelményét, amikor a Háttér Társaság a Melegekért által képviselt csókolózó férfipárral szemben ellenségesen fellépő vendégnek adott igazat és a párt szólították fel, hogy fejezzék be a „közerkölcsöt sértő” magatartást.[91]

### június
- június 18. – LMBTQ Munkacsoportot alakít az MSZP.[92]
- június 25. – Átfogó jelentést tesz közzé az alapvető jogok biztosa, amelyben azt vizsgálja a nevelő-oktató programok különféle szintjein mennyiben kapnak teret a toleranciát, az integratív társadalom kialakítását elősegítő tartalmak. A jelentés kiemeli, hogy a szexuális kisebbségek vonatkozásában nem kap kellő figyelmet a tantervi szabályozásban az előítélet-mentesség fejlesztése.[93]
- június 27. – Az Alkotmánybírósághoz fordul az alapvető jogok biztosa, mivel véleménye szerint alaptörvény-ellenes, hogy az új Ptk. a bejegyzett élettársakat nem tekinti közeli hozzátartozónak.[94]
- június 27. – Az Egyenlő Bánásmód Hatóság előtt folyó eljárásban egyezséget köt a Háttér Társaság a Melegekért és a Magyar Labdarúgó Szövetség, amelynek eredményeként az azonos nemű párok és gyermekeik is jogosultak lesznek kedvezményes családi jegyet váltani a magyar fociválogatott mérkőzéseire.[95] A KDNP közleményben tiltakozik az MLSZ döntése ellen.[96]
- június 28. – Megtartja első ülését a kormány Emberi Jogi Munkacsoportja mellett működő Emberi Jogi Kerekasztal LMBT Emberek Jogaival Foglalkozó Tematikus Munkacsoportja.
- június 30–július 7. – 18. Budapest Pride Fesztivál[97]

### július
- július 3. – Az Európai Parlament elfogadja az ún. Tavares-jelentést az alapvető jogok magyarországi helyzetéről. A jelentés külön is bírálja a Kormányt, amiért az LMBT emberek jogait korlátozó törvényeket fogadtak el.[98]
- július 6. – Minden eddiginél több, kb. nyolcezer fő részvételével zajlik a Budapest Pride Felvonulás. A Felvonuláson részt vesznek a Párbeszéd Magyarországért, az MSZP és a Demokratikus Koalíció[99] képviselői is. Az Olimpiai Parkban a felvonulás után pikniket tartanak. A piknikről távozókat több esetben zaklatják és bántalmazzák a szélsőjobboldali ellentüntetők. A bántalmazást elítéli az Emberi Erőforrások Minisztériuma,[100] a Demokratikus Koalíció,[101] az MSZP[102] és az Együtt-PM.[103]

### augusztus
- augusztus 14. – A hajnali órákban egy meleg fiatalokból álló társaságot baseballütővel fenyegetnek meg egy budapesti, József körúti bolt előtt, miután két fiú az utcán csókolózott. A kiérkező rendőrök azt javasolják az elkövetőknek, hogy tegyenek feljelentést a csókolózó pár ellen közszeméremsértés miatt.[104] A rendőrök eljárás ellen közleményben tiltakozik a Demokratikus Koalíció,[105] és egy sajtóközleményében erre az incidensre is kitér az Együtt-PM.[106]
- augusztus 18. – Tüntetést szervez a Társaság Egy Tudatos Társadalomért (TETT) a VIII. Kerületi Rendőrkapitányság elé, a szerda hajnali incidens elleni tiltakozásul.[107]
- augusztus 22. – Vitát rendeznek az azonos neműek házasságáról a konzervatív Kommentár Alapítvány által szervezett Tranzit Fesztiválon, Kőszegen. A vita félórás összefoglalóját a Kossuth Rádió is leadja.[108]

## 2014

### február
- február 1–28. – Második alkalommal tartják meg Magyarországon az LMBT Történeti Hónapot, amelynek keretében több mint negyven programot, beszélgetéseket, filmvetítéseket, előadásokat tartanak az LMBT emberek történelméről.[109]
- február 28. – A Magyar Nemzet lehozza Gyurcsány Ferencnek az ELTE Bibó István Szakkollégiumában tartott beszélgetésen elhangzott, az azonos nemű párok házasságát támogató gondolatait.[110] Az MSZP nem támogatja a javaslatot.[110] A KDNP szerint ezzel a Gyurcsány újra értékválságot idézne elő.[111] A Jobbik szerint Gyurcsány a csökkenő támogatását akarta ezzel megállítani.[112]

### március
- március 3. – Elliot Page színész előbújása kapcsán Kulka János is nyíltan beszél melegségéről egy a Magyar Narancsnak adott interjúban.[113]
- március 6. – Politikai vitát szervez a Magyar LMBT Szövetség, amelyen részt vesz a DK, az Együtt, az LMP, a Magyar Liberális Párt, az MSZP és a PM egy-egy képviselője.[114]
- március 20. – Plakát és videókampányt indít a Magyar LMBT Szövetség, hogy a választásokon való részvételre buzdítsák az LMBT közösség tagjait.[115]
- március 18. – A Nyitottak vagyunk! kezdeményezés kampányában Alföldi Róbert, a Nemzeti Színház korábbi igazgatója nyíltan beszél melegségéről.[116]
- március 26. – Az Új Magyarország Párt a heteroszexuálisokat kihalásra ítélt pandákhoz hasonlító plakáttal jelentkezik. A plakát ellen tiltakozik a WWF, amelynek logóját a párt engedély nélkül használta.[117]

### május
- május 22. – Kerényi Imre miniszterelnöki megbízott az Újszínház Keresztény Színházi Fesztiválján a „buzilobbi” elleni harcot hirdet.[118] A megszólalás elleni tiltakozik a Magyar Színházi Társaság,[119] a Független Előadó-művészeti Szövetség,[120] a Magyar Újságírók Országos Szövetsége,[121] az Együtt-PM[122] és a Demokratikus Koalíció is.[123] A megnyilvánulástól elhatárolódik Vidnyánszky Attila, a Nemzeti Színház FIDESZ-kormány által kinevezett igazgatója[124] és Deutsch Tamás, fideszes EP-képviselő is.[125] Hoppál Péter, a FIDESZ szóvivője is kritizálja a megnyilvánulást, de szerinte Kerényi sorsáról az őt kinevező Orbánnak kell döntenie.[126]

### június
- június 21. – Semjén Zsolt a KDNP elnöke a HírTv P8 c. műsorában elhangzott interjúban aberrációnak nevezi az azonos neműek házasságát.[127] A Magyar Liberális Párt ifjúsági tagozata találkozót kér Semjéntől.[128]
- június 27–július 6. – 19. Budapest Pride LMBTQ Fesztivál[129]

### július
- július 5. – Budapest Pride Felvonulás. A felvonulás helyszínére szeretett volna bejutni Orosz Mihály Zoltán érpataki polgármester is.[130] Egy ellentüntető felmászik egy kamionra, a biztonsági őrök erőszakkal távolítják el. Vádat emelnek ellene, de felmentik.[131] A szervezők kritizálják a rendőri fellépést a beengedés során,[132] a rendőrség visszautasítja a vádatakat.[133]

## 2015

### május
- május 17. – A Homofóbia és Transzfóbia Elleni Világnap alkalmából közleményt ad ki az alapvető jogok biztosa,[134] a kormány Emberi Jogi Munkacsoportja,[135] a Demokratikus Koalíció[136] és a Párbeszéd Magyarországért.[137]
- május 18. – Újságírói kérdése válaszolva Orbán Viktor miniszterelnök egy sajtótájékoztatón azt mondja, szerinte Magyarországon a homoszexuális emberek biztonságban vannak, megkapják az őket megillető tiszteletet. Szerinte ha bármelyik irányba elmozdulna ez a rendszert, akkor a mostani békés, nyugodt egyensúly-állapot megszűnne.[138]

- május 18. – Ungár Klára, leszbikusságát nyíltan vállaló politikus a miniszterelnöknek a szerinte a homoszexuálisokat sértő megnyilvánulása miatt Facebook oldalán Szájer József és Kocsis Máté fideszes politikusokról azt állítja, hogy homoszexuálisok.[139] Utóbbi ezt "Nem vagyok buzeráns!" megjegyzéssel cáfolja, és beperli a politikusnőt.[140]

### június
- június 27. – Az amerikai Legfelsőbb Bíróság házasság kapcsán hozott döntését ünnepelve számos magyar politikus, köztük Gyurcsány Ferenc volt miniszterelnök[141] és Ujhelyi István európai parlamenti képviselő[142] is szivárványszínűre változtatja Facebook profilképét. Kocsis Máté VIII. kerületi polgármester tiltakozásul a magyar zászló színeire változtatja Facebook képét. A Demokratikus Koalíció tiltakozik az akció ellen.[143]
- június 29. – Fodor Gábor liberális országgyűlési képviselő az azonos nemű párok házasságát lehetővé tévő törvényjavaslatokat nyújt be.[144] A javaslatot a Párbeszéd Magyarországért is támogatja.[145]

### július
- július 5. – Sütő László a Demokratikus Koalíció pécsi önkormányzati képviselője a Facebookon betegségnek nevezi a homoszexualitást. A párt elnöke kizárását kezdeményezi.[146]
- július 3–12. – 20. Budapest Pride LMBTQ Fesztivál[147]
- július 11. – Budapest Pride Felvonulás. A felvonulást Budaházy György vezetésével szélsőségesek akarják megzavarni, de az erős rendőri védelem miatt ez nem sikerül nekik.[148] A távozó résztvevők közül néhányat zaklatnak.[149]

### október
- október 26 – Az Országgyűlés Igazságügyi Bizottsága elutasítja Fodor Gábor azonos neműek házasságának lehetővé tételére irányuló törvényjavaslatait.[150]
- október 30. – Első fokon a bíróság bocsánatkérésre és 2 millió Ft sérelemdíj megfizetésére kötelezte Ungár Klárát a bíróság, amiért egy Facebook posztban melegnek nevezte Kocsis Máté FIDESZ-es politikust.[151]

### november
- november 5. – A Budapesti Demográfiai Fórumon tartott megnyitó beszédében Orbán Viktor miniszterelnök a homoszexuálisok házasságáról, mint „életidegen”, „kedves, de másodlagos” témáról beszélt.[152] A Magyar Liberális Párt közleményben áll ki a téma fontossága mellett.[153]
- november 5. – A képviselői irodaházban gyermekrajz-kiállítást szervez a Jobbik Ifjúsági Tagozata, amelyen az azonos nemű párok gyermekvállalását kifigurázó rajz is megjelenik.[154]

### december
- december 3. – Lengyelország és Magyarország megvétózza az Európai Unió Tanácsában az eltérő állampolgárságú házaspárok és bejegyzett élettársak vagyoni viszonyait rendezni hivatott rendelettervezet elfogadását.[155]

## 2016

### március
- március 7. – Az EU 28 tagállam közül egyedüliként Magyarország utasítja el az Európai Bizottság által készített LMBTQI cselekvési tervet üdvözlő állásfoglalást a Foglalkoztatási, Szociálpolitikai, Egészségügyi és Fogyasztóvédelmi Tanácsban.[156] Az Emberi Erőforrások Minisztériuma a döntést a családjogi kérdések nemzeti kompetenciába tartozásával magyarázza.[157] A döntés ellen tiltakozik Jávor Benedek PM-es európai parlamenti képviselő[158] és az Együtt.[159]

### május
- május 3. – A költségvetés megalapozásáról szóló törvényjavaslatban[160] a Kormány a bejegyzett élettársi kapcsolatról szóló törvény módosítására tesz javaslatot, amely szerint a jövőben bármely törvény eltérően állapíthatná meg a házastársak és bejegyzett élettársak jogait. A Magyar LMBT Szövetség közleményben tiltakozik,[161] és az Amnesty Internationallel, a Magyar Helsinki Bizottsággal és a TASZ-szal együtt online petíciót indítanak.[162] Az Együtt,[163] a Liberálisok,[164] az LMP,[165] az MSZP[166] és a PM[167] képviselői módosító javaslatokat nyújtanak be, közleményben tiltakozik DK,[168] az Együtt,[169] a Liberálisok,[170] az LMP[171] és a PM[172] is. A Törvényalkotási bizottság javaslatára[173] a vonatkozó részt törlik a törvényjavaslatból.

### június
- június 12. – Budapesten is megemlékeznek az egy nappal korábbi orlandói mészárlás áldozatairól.[174]
- június 16. – Másodfokon eljárva a Fővárosi Ítélőtábla a korábbi bírósági ítéletet megváltoztatva kimondja, hogy Ungár Klára nem sértette meg Kocsis Máté jó hírnevét, emberi méltóságát és becsületét, amikor azt állította róla, hogy meleg. A bíróság szerint az állítás ugyan valótlan volt, de a felperes nem hozott fel érveket, hogy az hogyan sértette őt. Az elsőfokú bíróság túlterjeszkedett hatáskörén, amikor a keresetben nem szereplő szempontokkal támasztotta alá a sérelmet.[175]
- június 16. – A március 7-i vétót követően az EU Foglalkoztatási, Szociálpolitikai, Egészségügyi és Fogyasztóvédelmi Tanácsa átdolgozza az Európai Bizottság által készített LMBTQI cselekvési tervet üdvözlő állásfoglalását. Az új szövegben megjelenik a "tagállamok értékrendje és alkotmányos hagyományai" tiszteletének fontossága, és törlik az Alapjogi Ügynökség (FRA) kutatási eredményeire való hivatkozást. A dokumentummal szemben így már a magyar kormány sem fogalmaz meg fenntartásokat, és azt a tagállamok egyhangúlag elfogadják.[176]
- június 24. – július 3. – 21. Budapest Pride LMBTQ Fesztivál[177]

### július
- július 2. – Budapest Pride Felvonulás. A felvonulást 2007 óta első alkalommal semmilyen atrocitás nem zavarja meg.

### augusztus
- augusztus 17. – Első alkalommal alapít meg nemi identitáson alapuló közvetlen hátrányos megkülönböztetést az Egyenlő Bánásmód Hatóság egy transznemű álláspályázó ügyében.[178]
- augusztus 30. – Terrorcselekmény és más bűncselekmények miatt elsőfokon 13 év fegyházbüntetésre ítélik Budaházy Györgyöt, többek között két melegbár ellen 2008-ban elkövetett Molotov-koktélos támadás miatt.[179]

### szeptember
- szeptember 2. – Miután egy pécsi leszbikus párnak nem engedélyezték egy roma kislány adoptálását, a Labrisz Egyesület demonstrációt szervezett az EMMI elé az azonos nemű párok örökbefogadási lehetőségéért, ahol egy peticiót is átadtak az illetékes államtitkárságnak.
- szeptember 22-24. – "Tágító perspektívák az azonos neműek iránti vonzódáshoz" címmel szerveznek zártkörű konferenciát a reparatív terápiáról. A Magyar Pszichológiai Társaság LMBTQ Szekciója közleményben tiltakozik az elavult nézetek propagálása és a nyilvánosság kizárása miatt.[180]
- szeptember 26. – A transznemű emberek nemének jogi elismerésétől tesz közzé átfogó jelentést az alapvető jogok biztosa, amelyben az eljárás törvényi szintű szabályozását javasolja az Emberi Erőforrások Minisztériumának az alapvető jogok biztosa.[181]

### október
- október 30. – Pócs János Fideszes országgyűlési képviselő részt vesz a Katolikus Egyház azonos neműek házassága és gyermekvállalása elleni aláírásgyűjtő kampányában.[182] Az Együtt lemondásra szólítja fel.[183]

### november
- november 10. – A TV2 Tények című műsorában Terry Black azt állítja, tanúja volt annak, hogy Vona Gábor 2001 és 2003 között férfiakkal létesített szexuális kapcsolatot.[184] Vona sajtótájékoztatón tagadja az elhangzottakat.[185] Vona felesége Orbán Viktor miniszterelnök feleségét kéri, hogy a rágalomhadjáratot állítsák le.[186] Orbán szóvivője szerint Vona a felesége szoknyája mögé bújik.[187] Szigetvári Viktor az Együtt elnöke szolidaritásáról biztosítja Vonát.[188]

### december
- december 10. – Válaszul Toroczkai László ásotthalmi polgármester kirekesztő helyi rendeleteire a Magyar LMBT Szövetség és a Budapest Pride tiltakozásképpen a település főterén megtartotta az "1. Ásotthalom Pride" nevet viselő demonstrációját.[189]
- december 20. – Jelentést tesz közzé az alapvető jogok biztosa a bejegyzett élettársak adójogi helyzetéről, amely megállapítja, alaptörvényellenes a Nemzeti Adó- és Vámhivatal (NAV) azon jogszabályértelmezése, amely megtagadja a bejegyzett élettársaktól a házastársakat megillető adó- és járulékkedvezményeket.[190] Az Együtt közleményben szólítja fel a NAV-ot a jogellenes gyakorlat megszüntetésére.[191]

## 2017

### május
- május 25–28. – A Kormány támogatásával konferenciasorozatot szerveznek, amelyen több ismert, a homoszexuális mozgalmak tevékenységét elítélő előadó is felszólal[192]

### június
- június 30. – július 9. – 22. Budapest Pride Fesztivál és Felvonulás[193]

### július
- július 8. – Budapest Pride Felvonulás

## 2018

### június
- június 1. – A Magyar Idők c. napilapban Botrányos előadás az Erkel Színházban címmel jelentetett meg véleménycikket. Ebben a szerző a Billy Elliot című Erkel Színházi színházi előadásról azt állítja, hogy homoszexualitásra ösztönzi a gyerekeket.[194] A cikk hatására Ókovács Szilveszter, a Magyar Állami Operaház igazgatója a darab tervezett előadásaiból 15-öt lemond.[195]
- június 8. – július 8. – 23. Budapest Pride LMBTQ Fesztivál[196]
- június 21. – Az Alkotmánybíróság alaptörvény-ellenességet állapít meg, mivel a magyar jog nem biztosítja a hosszabb távon Magyarországon jogszerűen tartózkodó transznemű emberek (a konkrét esetben egy iráni, menekültként elismert transz férfi) számára nemük elismerését.[197]

### július
- július 7. – Budapest Pride Felvonulás

### az év folyamán
- Megjelenik Ralph Brewster: Hontalanul Budapesten 1940–1944 (ford.: Veres Mátyás) könyve a Corvina Könyvkiadó gondozásában, amely egy amerikai meleg életművész emlékirata a negyvenes évek Budapestjéről és Magyarországáról, valamint meleg életéről. (Eredeti /posztumusz/ kiadás: Brewster, Ralph Henry: Wrong Passport, Cohen & West Ltd., London, 1954.)

## 2019

### március
- március 15. – Novák Katalin, az Emberi Erőforrások Minisztériumának család- és ifjúságügyért felelős államtitkára a Tegyük ismét naggyá a családokat címmel, a washingtoni Kongresszusi Könyvtár dísztermében megrendezett konferencián a homoszexuális mozgalmak tevékenységét elítélő és és fogamzásgátlás-ellenes szervezetek képviselői és kormányzati tanácsadók (Tony Perkins, a Családkutató Tanács elnöke, Susan Yoshihara, a katolikus Családi és Emberi Jogi Intézet alelnöke, Kathryn Talento, a Fehér Ház belpolitikai tanácsának a munkatársa, Mercedes Schlapp, a Fehér Ház stratégiai kommunikációs igazgatója) társaságában népszerűsíti az Orbán-kormány családtámogatási politikáját.[198]
- március 30. – A Mi Hazánk Mozgalom ifjúsági tagozata, a Mi Hazánk Ifjai megzavarnak Szegeden egy roma LMBT emberekről szóló filmvetítést és beszélgetést. Az ügyben feljelentés történik.[199][200]

### április
- április 26. – Ungár Péter politikus, az LMP országgyűlési képviselője interjúban beszélt a homoszexualitásáról.[201] Másnap az Anker't-ben a május 26-ára kitűzött Európa Parlamenti választások apropójából rendezett beszélgetésen nyíltan vállalta a transzfóbiáját.[202][203]

### május
- május 15. – Kövér László házelnök egy kampányrendezvényen párhuzamot von a pedofilok és az örökbefogadást követelő melegek között, s kijelenti, hogy a „normális homoszexuálisok” alkalmazkodni próbálnak inkább, nem akarnak egyenrangúságot.[204] A kijelentés ellen tiltakozik a Magyar LMBT Szövetség[205] és a Budapest Pride,[206] a pártok közül a Demokratikus Koalíció,[207] a Lehet Más a Politika,[208] a Liberálisok,[206] és a Magyar Szocialista Párt;[209] nyílt levélben tiltakozik a Momentum Mozgalom,[210] valamint megszólalnak olyan politikusok, mint Szabó Tímea,[forrás?] Szél Bernadett[forrás?] és Ungár Péter (utóbbi írásbeli kérdést is benyújt Kásler Miklós miniszternek[211]), valamint Lakner Zoltán politológus.[206] A budapesti Kossuth térre május 18-ára tüntetést szervezett a Budapest Pride, mert szerintük a politikai szereplők megszólalásaiban egyre erőteljesebben jelennek meg homoszexuálisokat sértő kijelentések.[212]
- május 29. – Az Egyenlő Bánásmód Hatóság egymilliós bírságra bünteti Budapest Főváros Főpolgármesteri Hivatalát, amiért blokkolta az LMBTQI témájú honlapok elérését a számítógépes hálózatából.[213][214]

### június
- június 7. – július 7. – 24. Budapest Pride LMBTQ Fesztivál[215] A rendezvénysorozat mellett 33 nagykövetség[216] és 100 cégvezető is kiáll.[217] A hónap során több rendezvényt is megzavarnak ellentüntetők.[218]
- június 8. – Éjjel ellopták a zuglói polgármesteri hivatal homlokzatára kitűzött szivárványzászlót (amelyet később pótoltak). Karácsony Gergely polgármester feljelentést tett az ügyben.[219]

### július
- július 6. – Budapest Pride Felvonulás. A Kossuth térről induló és a Március 15. térre érkező felvonulás kordonok nélkül zajlik (helyette az ellentüntetőket zárják körbe). Beszédet mond a szervezők részéről Peksa Kama és Máté Dezső szociológus.[220][221] A felvonulással kapcsolatban pár nappal később feljelentést tesz a Mi Hazánk Mozgalom.[222]
- július 9. – Felfedezik, hogy a homoszexuálisokat támadó felirattal rongálták meg a budapesti Nehru parkban álló Roma Holokauszt Emlékművet.[223]
- július 11. - A Diverse Youth Network bejelenti, hogy terveik szerint a fővárosi Pride hónap előtt, 2020 májusában Pécsen megrendezik az első vidéki Pride felvonulást.[224]

### október
- október 23. - A Légió Hungária szélsőjobboldali csoport a budapesti Aurórához vonul, ahol elégetnek egy szivárványzászlót.[225] Az akciót elítéli Karácsony Gergely, budapesti főpolgármester[226] és Pikó András, VIII. kerületi polgármester.[227] Egyes színházak szolidaritásból szivárványzászlót tűznek ki.[228] Az amerikai nagykövet találkozóra hívja az érintett szervezetek képviselőit.[229]

### november
- november 23. – A Prizma Közösség szervezésében lezajlott az első magyarországi Transz Pride felvonulás. A közel száz főnyi létszámú, ám annál elszántabb résztvevőből álló menet az Auróra utcából a Bérkocsis utca - Nagykörút - Bajcsy Zsilinszky út - Alkotmány utca útvonalon keresztül ért a Kossuth Lajos térre, ahol rövid beszédet hangzottak el.[230]

### december
- december 6. – Kampányt indít a Háttér Társaság a gyermeket nevelő azonos nemű párok társadalmi elfogadása érdekében.[231] A kampány egyik plakátját megrongálják.[232] A CitizenGO platformon aláírásgyűjtés indul a kampányhoz kapcsolódó, Nők Lapjában megjelent hirdetés kapcsán.[233]